# Plebejus sareptensis
Plebejus sareptensis är en fjärilsart som beskrevs av Chapman 1917. Plebejus sareptensis ingår i släktet Plebejus och familjen juvelvingar. Inga underarter finns listade i Catalogue of Life.